# فريدريك هاملين
فريدريك هاملين (بالإنجليزية: Frederick Hamlin)‏ مواليد 18 أبريل 1881 في لندن، إنجلترا - الوفاة 7 أبريل 1951 في سري، كان دراج بريطاني. سبق أن شارك في دورة الألعاب الأولمبية الصيفية وفاز بميدالية أولمبية.

## الميداليات
| الميدالية | المسابقة                       |
| --------- | ------------------------------ |
| فضية      | الألعاب الأولمبية الصيفية 1908 |

## روابط خارجية
- فريدريك هاملين على موقع أرشيف الدراجات (الإنجليزية)
- فريدريك هاملين على موقع اللجنة الأولمبية الدولية (الإنجليزية)
- فريدريك هاملين على موقع أوليمبيديا (الإنجليزية)